# Eurig Wyn
Eurig Wyn (n. 10 octombrie 1944, Hermon⁠(d), Ynys Môn, Țara Galilor, Regatul Unit – d. 25 iunie 2019, Waunfawr⁠(d), Gwynedd, Țara Galilor, Regatul Unit) a fost un om politic britanic, membru al Parlamentului European în perioada 1999-2004 din partea Regatului Unit.